# Tully River (Henty River)
Der Tully River ist ein Fluss im Westen des australischen Bundesstaates Tasmanien, westlich der West Coast Range.

## Geografie

### Flusslauf
Der rund 28 Kilometer lange Tully River entspringt bei Rinadeena am Lyell Highway (B24), rund zehn Kilometer südwestlich von Queenstown und fließt nach Nordwesten. Kurz vor Erreichen der Henty Road (B27) mündet er in den Henty River.

### Nebenflüsse mit Mündungshöhen
Nebenflüsse des Tully River sind:
- Little Tully River – 114 m